# یاماچ‌کوی (گوراویماق)
یاماچ‌کوی (به ترکی استانبولی: Yamaçköy) (به کردی: Paw) یک منطقهٔ مسکونی در ترکیه است که در گوراویماق واقع شده‌است. یاماچ‌کوی ۸۶۱ نفر جمعیت دارد.